# Sanktuarium Matki Bożej Bolesnej Królowej Polski w Kałkowie-Godowie
Sanktuarium Matki Bożej Bolesnej Królowej Polski w Kałkowie-Godowie – ośrodek kultu maryjnego, położony na terenie wsi Godów, przy granicy z wsią Kałków, w województwie świętokrzyskim, w powiecie starachowickim, w gminie Pawłów. Należy do parafii św. Maksymiliana Kolbe w Kałkowie-Godowie.
W latach osiemdziesiątych XX wieku, na pograniczu wsi Godów i Kałków, z inicjatywy księdza Czesława Wali (byłego kustosza), powstało sanktuarium pod wezwaniem Matki Bolesnej. Na jego terenie znajduje się między innymi budowla zwana Golgotą – wysoki na 33 metry budynek, wzniesiony w latach 1986–1991. Stanowi on XII Stacją Drogi Krzyżowej. W jego wnętrze usytuowane są usytuowane są kaplice upamiętniające martyrologię narodu polskiego, a wśród nich Kaplica Katyńska, Kaplica Orląt Lwowskich oraz Kaplica Wołyńska z tablicami pamiątkowymi m.in. Zygmunta Rumla i księży rzymskokatolickich pomordowanych na Wołyniu przez OUN-UPA.

## Kościół Bolesnej Królowej Polski
Świątynia Bolesnej Królowej Polski została wzniesiona w latach 1983–1984 według projektu inż. Romana Wdowicza z Kielc. Jest dwupoziomowa, jednonawowa z dwoma kaplicami, z prezbiterium zwróconym ku północy. Architektura oraz wystrój wnętrza są utrzymane w stylu barokowym. Świątynia górna jest miejscem kultu Matki Bożej w kopii obrazu Bolesnej Królowej Polski z Lichenia. Nad głównym ołtarzem rozpościera się baldachim z koroną, jako wyraz królewskiego hołdu należnego Maryi.
Z lewej strony ołtarza głównego znajduje się kaplica Wieczystej Adoracji, zaprojektowana i wykonana przez artystę-plastyka z Krakowa Józefa Palkę. Jej ściany i kopułę zdobią ornamenty stiukowe, połączone polichromią. Przy głównej ścianie niewielki ołtarz z tronem pod monstrancję, która znajduje się za kuloodporną szybą. Obok ołtarza stoi figura Chrystusa „Ecce Homo”, ukoronowanego cierniem, bodego, ze związanymi sznurem rękami. Kaplicę poświęcił 30 maja 1992 biskup Stefan Siczek z Radomia.
Po prawej stronie prezbiterium jest duży obraz św. Maksymiliana, namalowany przez franciszkanina z Niepokalanowa, brata Felicissimusa. Z lewej strony przy wejściu do kościoła znajduje się kaplica Miłosierdzia Bożego, z obrazem „Jezu ufam Tobie”. W dolnej świątyni, przedzielonej rzędami kolumn, w ołtarzu w prezbiterium jest obraz św. Brata Alberta Chmielewskiego. Z lewej strony znajduje się kaplica żołnierzy Armii Krajowej z kopią wizerunku Matki Bożej Bolesnej z Wykusu.

## Dom Jana Pawła II
W 1988, z okazji dziesiątej rocznicy pontyfikatu papieża Polaka, rozpoczęto w Kałkowie budowę Domu Jana Pawła II. Ukończono go w 1991. Jest to trzypiętrowy budynek. Parter zajmuje ogromna aula, z kasetonami u sufitu. W niej przez kilka lat znajdował się obraz „Polonia” Antoniego Tańskiego. Obecnie znajduje się w auli cykl obrazów przedstawiających życie sługi Bożego kardynała Stefana Wyszyńskiego. Sala służy do wystawiania przedstawień religijno-patriotycznych, misteriów wielkopostnych, jasełek, organizowania konferencji, wykładów. Na piętrach znajdują się pokoje dla pielgrzymów. Przedłużeniem Domu Jana Pawła II jest herbaciarnia, parterowy budynek służący pielgrzymom za stołówkę i miejsce odpoczynku.

## Grota Lourdzka

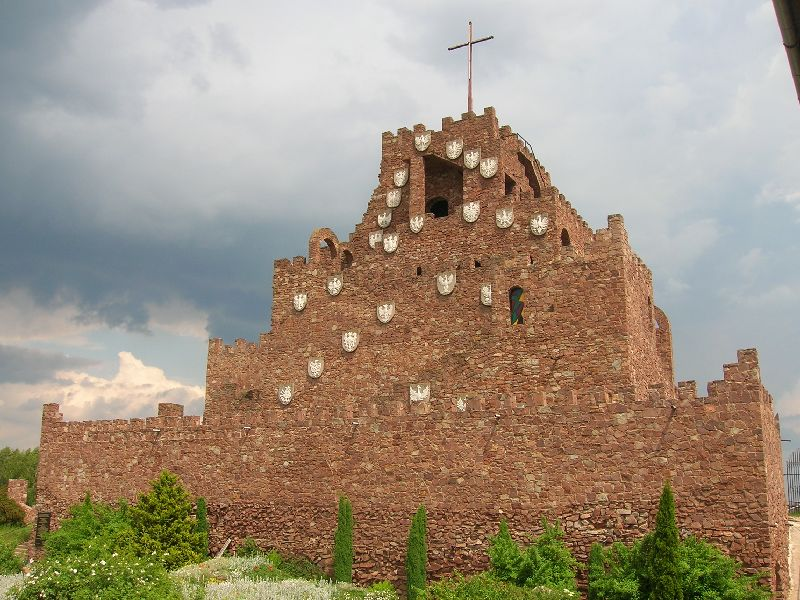
Golgota

Została zbudowana z ogromnych głazów skalnych w artystycznym założeniu brata Felicissimusa z Niepokalanowa, jej projektanta. Jest wierną kopią groty w Lourdes, miejsca objawień Matki Bożej Niepokalanie Poczętej św. Bernadecie Soubirous w 1858 roku. Wewnątrz groty umieszczono obraz św. Maksymiliana Kolbe, pędzla brata Felicissimusa. Jest tam również świecznik wzorowany na znajdującym się takim samym w Lourdes. Realizacji tej skomplikowanej technologicznie budowy podjął się Zbigniew Malicki ze Starachowic. Grotę lourdzką poświęcono 14 sierpnia 1999 roku.

## Droga krzyżowa
Stanowi ją zespół czternastu stacji wzniesionych według artystycznego projektu Haliny Tobiasz, zakonnicy ze zgromadzenia sióstr Służek. Stacje zbudowane na specjalnie usypanym wale ziemnym, zajmują znaczną część sanktuarium. Stacje, są to krzyże z umieszczonymi na nich tablicami przedstawiającymi drogę krzyżową. Obok krzyża stoją wielkie figury przedstawiające postacie biorące udział w tym wydarzeniu.

## Dęby Pamięci

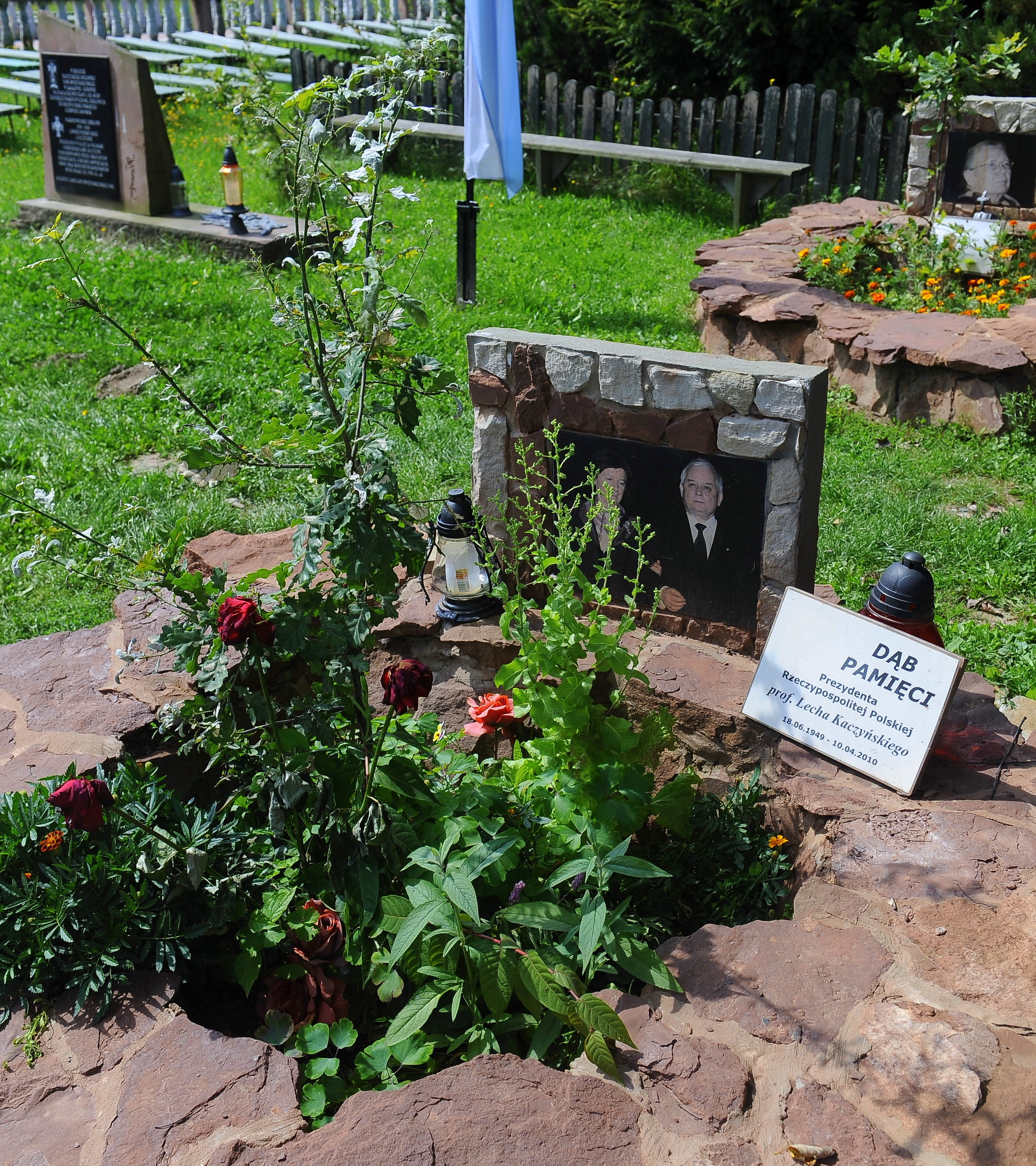
Dąb pamięci poświęcony prezydentowi RP Lechowi Kaczyńskiemu

13 kwietnia 2010 w rejonie Golgoty uroczyście posadzono dwa Dęby Pamięci – jeden poświęcony prezydentowi RP Lechowi Kaczyńskiemu, który zginął 10 kwietnia 2010 w Katastrofie polskiego Tu-154 w Smoleńsku, i drugi, poświęcony gen. Władysławowi Kuleszy, zamordowanemu w 1940 roku w Katyniu.

## Pomnik katastrofy smoleńskiej

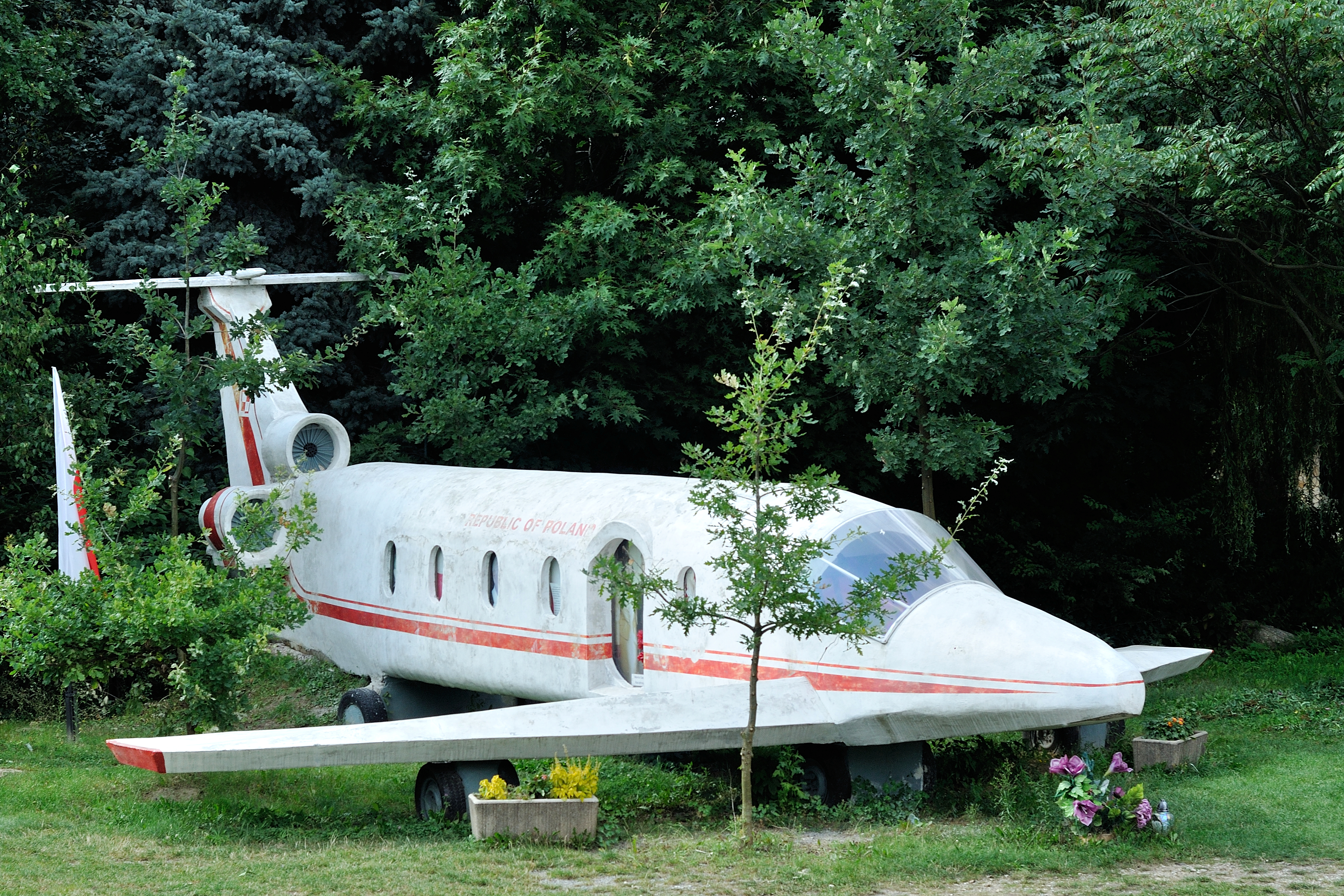
Pomnik katastrofy smoleńskiej

24 czerwca 2012 odsłonięto Pomnik katastrofy smoleńskiej, na który składa się sylwetka z żelbetu wzorowana na Tu-154M. Ma ona wymiary dziesięć na jedenaście metrów. Ma odlane z betonu skrzydła, pod którymi zamontowano koła z poloneza. W oknach makiety widnieje sześć portretów osób, które zginęły 10 kwietnia 2010 roku w Smoleńsku: prezydenta Lecha Kaczyńskiego i jego żony Marii, prezesa Instytutu Pamięci Narodowej Janusza Kurtyki, posła na Sejm RP Przemysława Gosiewskiego, ostatniego prezydenta Polski na uchodźstwie Ryszarda Kaczorowskiego i współzałożycielki „Solidarności” Anny Walentynowicz. Wewnątrz Golgoty Narodu Polskiego umieszczono urnę z ziemią z miejsca tragedii, a także tableau z wizerunkami pary prezydenckiej i osób, które zginęły w katastrofie. W krzyż wkomponowany jest wizerunek żołnierza z przestrzeloną głową w objęciach Matki Boskiej oraz kontury mapy Polski i samolotu.

## Ośrodek rekolekcyjno–wypoczynkowy
Ośrodek „EREM” nazywany jest Górą Miłosierdzia. Okolica sprzyja medytacji indywidualnej oraz spotkaniom wspólnotowym podczas wielu czuwań grup modlitewnych. Idea powstania tego miejsca zrodziła się podczas spacerów i odmawiania Liturgii Godzin przez ks. Inf. Czesława Walę.
Eremy wybudowano obok strefy ochronnej zalewu na Świślinie. Na terenie Eremów znajduje się kaplica ku czci Miłosierdzia Bożego z relikwiami św. s. Faustyny Kowalskiej, bł. ks. Michała Sopoćki oraz bł. ks. Antoniego Rewery. W ołtarzu głównym znajduje się obraz namalowany przez brata Felissimusa OFMConv z Niepokalanowa.

## Ciekawostki
W krypcie sanktuarium złożone są prochy Juliusza Nowiny-Sokolnickiego.